# Fultonia sarsi
Fultonia sarsi är en kräftdjursart som först beskrevs av Smirnov.  Fultonia sarsi ingår i släktet Fultonia, och familjen Argestidae. Inga underarter finns listade.